# Aliança Futebol Clube de Gandra
O Aliança Futebol Clube de Gandra é um clube português localizado na freguesia de Gandra, concelho de Paredes, distrito do Porto. O clube foi fundado em 16 de Agosto de 1936. Os seus jogos em casa são disputados no Complexo Desportivo Cidade de Gandra, que foi inaugurado a 18 de Janeiro de 2015. Antes eram no Campo do Calvário.

## Classificações por época
| Época     | Nível | Divisão                      | Classificação | Observ. | Taça de Portugal |
| --------- | ----- | ---------------------------- | ------------- | ------- | ---------------- |
| 2000/2001 | 7     | 2ª Divisão da AF Porto       |               |         | -                |
| 2001/2002 | 7     | 2ª Divisão da AF Porto       |               |         | -                |
| 2002/2003 | 7     | 2ª Divisão da AF Porto       |               |         | -                |
| 2003/2004 | 7     | 2ª Divisão da AF Porto       |               |         | -                |
| 2004/2005 | 7     | 2ª Divisão da AF Porto       | 5º            |         | -                |
| 2005/2006 | 7     | 2ª Divisão da AF Porto       |               |         | -                |
| 2006/2007 | 7     | 2ª Divisão da AF Porto       |               |         | -                |
| 2007/2008 | 7     | 2ª Divisão da AF Porto       | 11º           |         | -                |
| 2008/2009 | 7     | 2ª Divisão da AF Porto       | 1º            | Subida  | -                |
| 2009/2010 | 6     | 1ª Divisão da AF Porto       | 16º           | Descida | -                |
| 2010/2011 | 7     | 2ª Divisão da AF Porto       | 1º            | Subida  | -                |
| 2011/2012 | 6     | 1ª Divisão da AF Porto       | 5º            |         | -                |
| 2012/2013 | 6*    | 1ª Divisão da AF Porto       | 3º            | Subida  | -                |
| 2013/2014 | 5     | Divisão de Honra da AF Porto | 3º            | Subida  | -                |
| 2014/2015 | 4     | Divisão de Elite da AF Porto | 11º           |         | -                |
| 2015/2016 | 4     | Divisão de Elite da AF Porto | 1º            | Subida  | -                |
| 2016/2017 | 3     | Campeonato de Portugal       | 5º            |         | 1 J, 1 D         |
| 2017/2018 | 3     | Campeonato de Portugal       | 14º           | Descida | 1 J, 1 E (D pen) |
| 2018/2019 | 4     | Divisão de Elite da AF Porto | 13º           |         | -                |
| 2019/2020 | 4     | Divisão de Elite da AF Porto | 8º            |         | -                |
| 2020/2021 | 4     | Divisão de Elite da AF Porto |               |         | -                |

Legenda das cores na pirâmide do futebol português
     1º nível (1ª Divisão / 1ª Liga) 
     2º nível (até 1989/90 como 2ª Divisão Nacional, dividido por zonas, em 1990/91 foi criada a 2ª Liga) 
     3º nível (até 1989/90 como 3ª Divisão Nacional, depois de 1989/90 como 2ª Divisão B/Nacional de Seniores/Campeonato de Portugal)
     4º nível (entre 1989/90 e 2012/2013 como 3ª Divisão, entre 1947/48 e 1989/90 e após 2013/14 como 1ª Divisão Distrital) 
     5º nível
     6º nível
     7º nível

## Lista de Presidentes
| Mandato   | Presidente       |
| --------- | ---------------- |
| 2010/2012 | Eduardo Carvalho |
| 2012/2016 | José Mota        |
| 2016/2018 | Rui Pinto        |
| 2018/2020 | Cândido Silva    |
| 2020/-    | João Moreira     |

## Lista de Treinadores
| Época     | Treinador     | Entrada    | Saída      | Jogos | Vitórias | Empates | Derrotas |
| --------- | ------------- | ---------- | ---------- | ----- | -------- | ------- | -------- |
| 2013/2014 | Mário Rocha   |            |            | 30    | 18       | 3       | 9        |
| 2014/2015 | Mário Rocha   |            |            | 38    | 13       | 7       | 18       |
| 2015/2016 | Mário Rocha   |            |            | 38    | 26       | 11      | 1        |
| 2016/2017 | Mário Rocha   |            |            | 31    | 16       | 5       | 10       |
| 2017/2018 | Mário Rocha   |            | 2018/02/04 | 19    | 4        | 3       | 12       |
| 2017/2018 | Jorge Regadas | 2018/02/11 | 2018/04/22 | 11    | 4        | 2       | 5        |
| 2018/2019 | Mário Rocha   |            |            | 34    | 9        | 13      | 12       |
| 2019/2020 | Mário Rocha   |            |            | 25    | 8        | 12      | 5        |
| 2020/2021 | Mário Rocha   |            | 2020/10/04 | 3     | 0        | 0       | 3        |
| 2020/2021 | Márcio Rocha  | 2020/10/11 |            | 2     | 0        | 0       | 2        |

Apenas jogos do campeonato

## Títulos
AF Porto Divisão Elite - Pro-nacional (1): 2015/16
Notas:
- em 2013/14 acabou IIIª Divisão e a primeira competição distrital passou a nível 4
  - em 2021/22 foi criada a Liga 3 (3º nível em Portugal) e a primeira competição distrital passou a nível 5